# Parafia Matki Bożej Bolesnej w Holyoke
Parafia Matki Bożej Bolesnej w Holyoke (ang. Mater Dolorosa Parish) – parafia rzymskokatolicka  położona w Holyoke, Massachusetts, Stany Zjednoczone.
Jest ona jedną z wielu etnicznych, polonijnych parafii rzymskokatolickich w Nowej Anglii z mszą św. w j. polskim dla polskich imigrantów.
Nazwa parafii jest związana z kultem Matki Bożej Bolesnej, a wspomnienie liturgiczne ustanowione zostało 15 września.
Ustanowiona w 1896 roku.
W 1 lipca 2011 roku, połączono parafię Matki Bożej Bolesnej i parafię św. Krzyża. W ich miejsce powstała parafia Matki Boskiej Krzyża.

## Nabożeństwa w języku polskim
- Niedziela – godz. 09:00